# Otogirisō
Otogirisō (弟切草?, lett. "erba di San Giovanni") è una visual novel del 1992 sviluppata e pubblicata da Chunsoft per Super Nintendo Entertainment System.
Nel 1999 è stato pubblicato un remake del gioco per PlayStation, in seguito disponibile per PlayStation 3, PlayStation Portable e PlayStation Vita mediante PlayStation Network, mentre la versione SNES del gioco è stata distribuita per Wii e Wii U tramite Virtual Console.
Dal videogioco è stato tratto il film St. John's Wort - Il fiore della vendetta. Nel 2016 ha ricevuto un sequel, Kirigirisou (霧切草?), che costituisce uno spin-off della serie Danganronpa.